# Leptepsilonema richardi
Leptepsilonema richardi is een rondwormensoort. De wetenschappelijke naam van de soort is voor het eerst geldig gepubliceerd in 1992 door Verschelde & Vincx.